# Svédország az 1948. évi téli olimpiai játékokon
Svédország a svájci St. Moritzban megrendezett 1948. évi téli olimpiai játékok egyik részt vevő nemzete volt. Az országot az olimpián 6 sportágban 43 sportoló képviselte, akik összesen 10 érmet szereztek.

## Érmesek
| Érem  | Versenyző                                                 | Sportág          | Versenyszám           |
| ----- | --------------------------------------------------------- | ---------------- | --------------------- |
| Arany | Åke Seyffarth                                             | Gyorskorcsolya   | Férfi 10 000 m        |
| Arany | Martin Lundström                                          | Sífutás          | Férfi 18 km           |
| Arany | Nils Karlsson                                             | Sífutás          | Férfi 50 km           |
| Arany | Nils Östensson Nils Täpp Gunnar Eriksson Martin Lundström | Sífutás          | Férfi 4 × 10 km váltó |
| Ezüst | Åke Seyffarth                                             | Gyorskorcsolya   | Férfi 1500 m          |
| Ezüst | Nils Östensson                                            | Sífutás          | Férfi 18 km           |
| Ezüst | Harald Ericson                                            | Sífutás          | Férfi 50 km           |
| Bronz | Sven Israelsson                                           | Északi összetett | Egyéni                |
| Bronz | Göthe Hedlund                                             | Gyorskorcsolya   | Férfi 5000 m          |
| Bronz | Gunnar Eriksson                                           | Sífutás          | Férfi 18 km           |

## Alpesisí
Férfi
| Versenyző      | Versenyszám | 1. futam      | 1. futam      | 2. futam | 2. futam | Összesítés | Összesítés |
| Versenyző      | Versenyszám | Idő           | Hely.         | Idő      | Hely.    | Idő        | Helyezés   |
| -------------- | ----------- | ------------- | ------------- | -------- | -------- | ---------- | ---------- |
| Olle Dalman    | Lesiklás    |               |               |          |          | 3:23,2     | 41.        |
| Olle Dalman    | Műlesiklás  | 1:10,4        | 7.            | 1:03,2   | 3.       | 2:13,6     | 5.         |
| Hans Hansson   | Lesiklás    |               |               |          |          | 3:05,0     | 10.        |
| Hans Hansson   | Műlesiklás  | 1:11,1        | 11.*          | 1:07,2   | 16.      | 2:18,3     | 11.*       |
| Sixten Isberg  | Lesiklás    |               |               |          |          | 3:15,0     | 30.        |
| Sixten Isberg  | Műlesiklás  | 1:10,7        | 8.            | 1:06,5   | 13.*     | 2:17,2     | 10.        |
| Åke Nilsson    | Lesiklás    |               |               |          |          | 3:22,2     | 38.        |
| Åke Nilsson    | Műlesiklás  | nem ért célba | nem ért célba | kiesett  | kiesett  | kiesett    | kiesett    |
| Stig Sollander | Lesiklás    |               |               |          |          | 3:23,1     | 40.        |

| Versenyző      | Versenyszám | Lesiklás | Lesiklás | Lesiklás | Műlesiklás | Műlesiklás | Műlesiklás | Műlesiklás | Műlesiklás | Műlesiklás | Műlesiklás | Összesítés | Összesítés |
| Versenyző      | Versenyszám | Lesiklás | Lesiklás | Lesiklás | 1. futam   | 1. futam   | 2. futam   | 2. futam   | Össz.      | Össz.      | Össz.      | Összesítés | Összesítés |
| Versenyző      | Versenyszám | Idő      | Pont     | Hely.    | Idő        | Hely.      | Idő        | Hely.      | Idő        | Pont       | Hely.      | Pont       | Helyezés   |
| -------------- | ----------- | -------- | -------- | -------- | ---------- | ---------- | ---------- | ---------- | ---------- | ---------- | ---------- | ---------- | ---------- |
| Olle Dalman    | Összetett   | 3:23,2   | 16,21    | 30.      | nem indult | nem indult | kiesett    | kiesett    | kiesett    | kiesett    | kiesett    | kiesett    | kiesett    |
| Hans Hansson   | Összetett   | 3:05,0   | 5,52     | 6.       | 1:13,5     | 7.         | 1:10,0     | 12.*       | 2:23,5     | 3,79       | 9.         | 9,31       | 6.         |
| Åke Nilsson    | Összetett   | 3:22,2   | 15,11    | 27.      | 1:15,3     | 11.*       | 1:09,4     | 9.*        | 2:24,7     | 4,32       | 10.        | 19,43      | 19.        |
| Stig Sollander | Összetett   | 3:23,1   | 16,10    | 29.      | nem indult | nem indult | kiesett    | kiesett    | kiesett    | kiesett    | kiesett    | kiesett    | kiesett    |

Női
| Versenyző   | Versenyszám | 1. futam | 1. futam | 2. futam | 2. futam | Összesítés | Összesítés |
| Versenyző   | Versenyszám | Idő      | Hely.    | Idő      | Hely.    | Idő        | Helyezés   |
| ----------- | ----------- | -------- | -------- | -------- | -------- | ---------- | ---------- |
| May Nilsson | Lesiklás    |          |          |          |          | 2:39,1     | 18.        |
| May Nilsson | Műlesiklás  | 1:12,2   | 19.      | 57,5     | 2.*      | 2:09,7     | 10.        |

| Versenyző   | Versenyszám | Lesiklás | Lesiklás | Lesiklás | Műlesiklás | Műlesiklás | Műlesiklás | Műlesiklás | Műlesiklás | Műlesiklás | Műlesiklás | Összesítés | Összesítés |
| Versenyző   | Versenyszám | Lesiklás | Lesiklás | Lesiklás | 1. futam   | 1. futam   | 2. futam   | 2. futam   | Össz.      | Össz.      | Össz.      | Összesítés | Összesítés |
| Versenyző   | Versenyszám | Idő      | Pont     | Hely.    | Idő        | Hely.      | Idő        | Hely.      | Idő        | Pont       | Hely.      | Pont       | Helyezés   |
| ----------- | ----------- | -------- | -------- | -------- | ---------- | ---------- | ---------- | ---------- | ---------- | ---------- | ---------- | ---------- | ---------- |
| May Nilsson | Összetett   | 2:39,1   | 6,78     | 14.      | 1:05,3     | 10.        | 1:05,3     | 9.         | 2:10,6     | 6,25       | 9.         | 13,03      | 15.        |

* - egy másik versenyzővel azonos eredményt ért el

## Északi összetett
| Versenyző       | Sífutás | Sífutás | Sífutás | Síugrás  | Síugrás  | Síugrás  | Síugrás | Síugrás | Összesítés | Összesítés |
| Versenyző       | Sífutás | Sífutás | Sífutás | 1. ugrás | 2. ugrás | 3. ugrás | Össz.   | Össz.   | Összesítés | Összesítés |
| Versenyző       | Idő     | Pont    | Hely.   | Távolság | Távolság | Távolság | Pont    | Hely.   | Pont       | Helyezés   |
| --------------- | ------- | ------- | ------- | -------- | -------- | -------- | ------- | ------- | ---------- | ---------- |
| Erik Elmsäter   | 1:22:12 | 209,0   | 6.      | (56,0)   | 61,5     | 58,0     | 202,0   | 15.     | 410,95     | 9.         |
| Clas Haraldsson | 1:24:21 | 197,4   | 15.     | (63,5)   | 66,0     | 66,0     | 213,4   | 4.      | 410,75     | 10.        |
| Sven Israelsson | 1:21:44 | 211,5   | 4.      | 67,5     | (66,0)   | 67,0     | 221,9   | 1.      | 433,40     |            |

## Gyorskorcsolya
| Versenyző        | Versenyszám | Eredmény      | Helyezés      |
| ---------------- | ----------- | ------------- | ------------- |
| Mats Bolmstedt   | 500 m       | 43,7          | 10.           |
| Mats Bolmstedt   | 1500 m      | 2:22,8        | 17.           |
| Rune Hammarström | 5000 m      | 8:53,8        | 16.           |
| Rune Hammarström | 10 000 m    | 18:39,6       | 9.            |
| Göthe Hedlund    | 500 m       | 45,6          | 20.           |
| Göthe Hedlund    | 1500 m      | 2:20,7        | 8.            |
| Göthe Hedlund    | 5000 m      | 8:34,8        |               |
| Göthe Hedlund    | 10 000 m    | nem ért célba | nem ért célba |
| Halle Janemar    | 500 m       | 44,0          | 11.*          |
| Harry Jansson    | 1500 m      | 2:20,0        | 5.            |
| Harry Jansson    | 5000 m      | 8:34,9        | 4.            |
| Harry Jansson    | 10 000 m    | 18:08,0       | 8.            |
| Åke Seyffarth    | 500 m       | 44,0          | 11.*          |
| Åke Seyffarth    | 1500 m      | 2:18,1        |               |
| Åke Seyffarth    | 5000 m      | 8:37,9        | 7.            |
| Åke Seyffarth    | 10 000 m    | 17:26,3       |               |

* - egy másik versenyzővel azonos eredményt ért el

## Jégkorong
| Svéd férfi jégkorongcsapat-játékoskeret                                                          | Svéd férfi jégkorongcsapat-játékoskeret                                                                | Svéd férfi jégkorongcsapat-játékoskeret                            |
| ------------------------------------------------------------------------------------------------ | --- | ------------------------------------------------------------------ |
| - Åke Andersson - Stig Andersson - Stig Carlsson - Åke Ericson - Rolf Ericsson - Svante Granlund | - Arne Johansson - Rune Johansson - Gunnar Landelius - Klas Lindström - Lars Ljungman - Holger Nurmela | - Bror Pettersson - Rolf Pettersson - Kurt Svanberg - Sven Thunman |

### Eredmények
| 1948. január 30. | Kanada (CAN) | 3 – 1 (1–1, 1–0, 1–0) | Svédország | St. Moritz |

|  |  |  |  |  |
|  |  |  |  |  |
|  |  |  |  |  |
|  |  |  |  |  |

| 1948. január 31. | Csehszlovákia (TCH) | 6 – 3 (3–2, 3–1, 0–0) | Svédország | St. Moritz |

|  |  |  |  |  |
|  |  |  |  |  |
|  |  |  |  |  |
|  |  |  |  |  |

| 1948. február 2. | Svédország (SWE) | 7 – 1 (3–1, 1–0, 3–0) | Ausztria | St. Moritz |

|  |  |  |  |  |
|  |  |  |  |  |
|  |  |  |  |  |
|  |  |  |  |  |

| 1948. február 3. | Egyesült Államok (USA) | 5 – 2 (2–0, 2–1, 1–1) | Svédország | St. Moritz |

|  |  |  |  |  |
|  |  |  |  |  |
|  |  |  |  |  |
|  |  |  |  |  |

| 1948. február 5. | Svájc (SUI) | 8 – 2 (3–0, 3–1, 2–1) | Svédország | St. Moritz |

|  |  |  |  |  |
|  |  |  |  |  |
|  |  |  |  |  |
|  |  |  |  |  |

| 1948. február 6. | Svédország (SWE) | 4 – 3 (1–2, 1–1, 2–0) | Nagy-Britannia | St. Moritz |

|  |  |  |  |  |
|  |  |  |  |  |
|  |  |  |  |  |
|  |  |  |  |  |

| 1948. február 7. | Svédország (SWE) | 23 – 0 (6–0, 10–0, 7–0) | Olaszország | St. Moritz |

|  |  |  |  |  |
|  |  |  |  |  |
|  |  |  |  |  |
|  |  |  |  |  |

| 1948. február 8. | Svédország (SWE) | 13 – 2 (5–1, 4–1, 4–0) | Lengyelország | St. Moritz |

|  |  |  |  |  |
|  |  |  |  |  |
|  |  |  |  |  |
|  |  |  |  |  |

Végeredmény
| Helyezés | Csapat                 | M | Gy | D | V | G+ | G–  | Gk   | P   |
| --- | ---------------------- | - | -- | - | - | -- | --- | ---- | --- |
| Arany | Kanada (CAN)           | 8 | 7  | 1 | 0 | 69 | 5   | +64  | 15* |
| Ezüst | Csehszlovákia (TCH)    | 8 | 7  | 1 | 0 | 80 | 18  | +62  | 15* |
| Bronz | Svájc (SUI)            | 8 | 6  | 0 | 2 | 67 | 21  | +46  | 12  |
| 4. | Svédország (SWE)       | 8 | 4  | 0 | 4 | 55 | 28  | +27  | 8   |
| 5. | Nagy-Britannia (GBR)   | 8 | 3  | 0 | 5 | 39 | 47  | –8   | 6   |
| 6. | Lengyelország (POL)    | 8 | 2  | 0 | 6 | 29 | 97  | –68  | 4   |
| 7. | Ausztria (AUT)         | 8 | 1  | 0 | 7 | 33 | 77  | –44  | 2   |
| 8. | Olaszország (ITA)      | 8 | 0  | 0 | 8 | 24 | 156 | –132 | 0   |
| Az Egyesült Államok csapata csak versenyen kívül vehetett részt, mert nem az Amerikai Olimpiai Bizottság, hanem az Amerikai Jégkorongszövetség által összeállított csapat volt. |                        |   |    |   |   |    |     |      |     |
| – | Egyesült Államok (USA) | 8 | 5  | 0 | 3 | 86 | 33  | +53  | 10  |

* - Azonos pontszám esetén a jobb gólkülönbség döntött.
| Csapat     | Helyezés |
| ---------- | -------- |
| Svédország | 4.       |

## Sífutás
| Versenyző                                                 | Versenyszám     | Eredmény      | Helyezés      |
| --------------------------------------------------------- | --------------- | ------------- | ------------- |
| Gunnar Eriksson                                           | 18 km           | 1:16:06       |               |
| Clas Haraldsson                                           | 18 km           | 1:24:21       | 33.           |
| Sven Israelsson                                           | 18 km           | 1:21:44       | 16.           |
| Nils Karlsson                                             | 18 km           | 1:16:54       | 5.            |
| Martin Lundström                                          | 18 km           | 1:13:50       |               |
| Erik Elmsäter                                             | 18 km           | 1:22:12       | 19.           |
| Nils Östensson                                            | 18 km           | 1:14:22       |               |
| Harald Ericson                                            | 50 km           | 3:52:20       |               |
| Arthur Herrdin                                            | 50 km           | nem ért célba | nem ért célba |
| Nils Karlsson                                             | 50 km           | 3:47:48       |               |
| Anders Törnqvist                                          | 50 km           | 3:58:20       | 5.            |
| Nils Östensson Nils Täpp Gunnar Eriksson Martin Lundström | 4 × 10 km váltó | 2:32:08       |               |

## Síugrás
| Versenyző       | 1. ugrás      | 2. ugrás      | Összesítés | Összesítés |
| Versenyző       | Távolság      | Távolság      | Pont       | Helyezés   |
| --------------- | ------------- | ------------- | ---------- | ---------- |
| Vilhelm Hellman | 57,5          | 65,0          | 208,1      | 14.        |
| Evert Karlsson  | 65,5          | 68,0          | 212,2      | 11.        |
| Erik Lindström  | nem ért célba | nem ért célba | kiesett    | kiesett    |
| Nils Lundh      | 61,5~         | 66,0          | 152,7      | 40.        |

~ - az ugrás során elesett